# Papyrus 17
Papyrus 17 (nach Gregory-Aland mit Sigel {\displaystyle {\mathfrak {P}}}17 bezeichnet) ist eine frühe griechische Abschrift des Neuen Testaments. Dieses Papyrusmanuskript des Hebräerbriefes enthält nur die Verse 9,12-19. Mittels Paläographie wurde es auf das 4. Jahrhundert datiert.
Der griechische Text des Kodex repräsentiert den Alexandrinischen Texttyp. Aland ordnete ihn in Kategorie II ein.
Das Manuskript wurde von Lord Crawford in Ägypten entdeckt. 
Es wird zurzeit in der Cambridge University Library unter der Signatur Add. 5893 in Cambridge aufbewahrt.